# Ctenogobius thoropsis
Ctenogobius thoropsis är en fiskart som först beskrevs av Pezold och Gilbert, 1987.  Ctenogobius thoropsis ingår i släktet Ctenogobius och familjen smörbultsfiskar. IUCN kategoriserar arten globalt som livskraftig. Inga underarter finns listade i Catalogue of Life.